# Preboggion

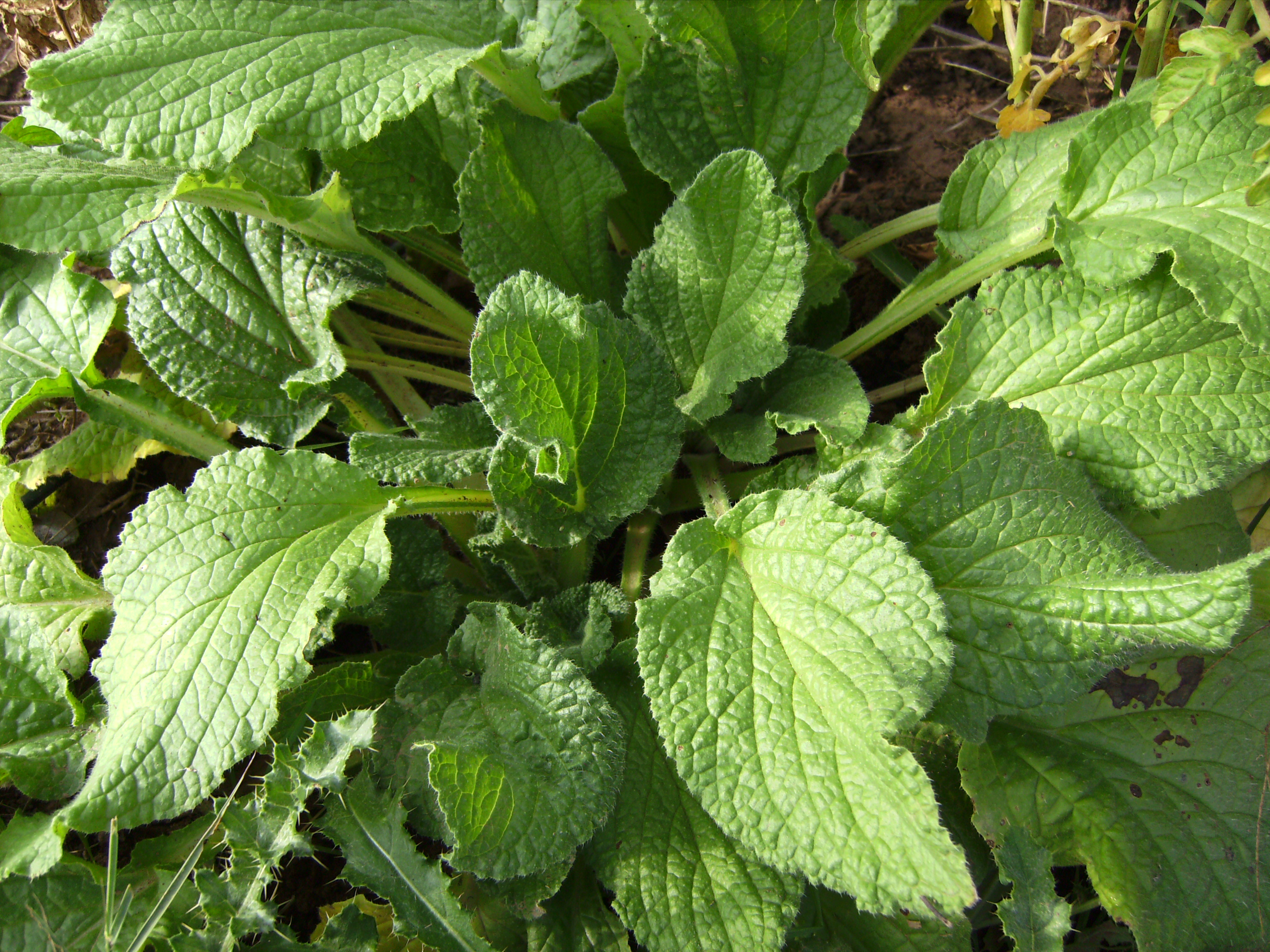
Fulles de borratja, ingredient principal del preboggión

El preboggion o prebugiún és una barreja d'herbes, generalment no cultivades, que constitueix un ingredient típic de la cuina de Ligúria.

## Ingredients
Calen fulles i tiges tendres de les plantes següents:
- Borratja (Borago officinalis)
- Lletsó d'hort (Sonchus oleraceus)
- Rosella (Papaver rhoeas)
- Repunxó (Campanula rapunculus)
- Xicoira (Cichorium intybus)
- Bleda (Beta vulgaris)
- Ortiga gran (Urtica dioica)
- Cuscullera (Hyoseris radiata)
- Dent de lleó (Taraxacum officinale)
- Amargot (Urospermum dalechampii)
- Cosconilla (Reichardia Picroides)

Les proporcions i el nombre de plantes que hom fa servir com a ingredient varien segons el gust i el lloc, però els dos primers, la borratja i el lletsó d'hort, són essencials.

## Preparació i usos
Les plantes que serveixen com a ingredient del preboggión es cullen a la primavera i principis d'estiu. És una bona ocasió o excusa per una sortida al camp amb família o amics, de la mateixa manera que hom va al bosc a collir bolets.
La barreja es talla a trossos i es fa bullir molt poc de temps, fins que les fulles s'arronsen. Es pot conservar en el congelador una vegada bullida.
Serveix per farcir ravioli i pansoti, així com per afegir a la sopa minestrone i la frittata. També es pot menjar tal qual amb patata bullida i un raig d'oli d'oliva.
La tradició de farcir preparacions amb herbes en lloc de carn a certes zones d'Itàlia es considerava molt adient al període de la quaresma. Els farcits vegetals no contenien carn i estaven compostos principalment de bledes, borratges i altres herbes que, tot i llur feble amargor s'associaven a les "herbes amargues" bíbliques (Èxode 12:8).